# Acrovesiculeus eczeem
Acrovesiculeus of dyshidrotisch eczeem (ook wel blaasjeseczeem of pompholyx) is een huidaandoening.
Ze is vrij goed te herkennen aan de blaasjes gevuld met helder vocht op de vingers, handen of voeten van de patiënt. De blaasjes zijn meestal ter grootte van een speldenknop. Het jeukt erg en de lijder zal aan de blaasjes willen krabben totdat ze stuk gaan. Aangeraden wordt dit te voorkomen, omdat anders de kans op een infectie aanzienlijk wordt vergroot. Soms staat de jeuk niet op de voorgrond, maar doen de blaasjes pijn. De term pompholyx wordt meestal gereserveerd voor gevallen van grote, strakke blaren op handpalmen en/of voetzolen.
Wanneer slechts een van de handen of voeten belaagd wordt met blaasjes kan het ook een schimmel zijn. De huisarts of dermatoloog kan een diagnose geven.

## Oorzaken
Het is wel zeker dat niet alle gevallen van acrovesiculeus eczeem door een enkele oorzaak ontstaan.
- Bij ongeveer de helft van de patiënten is bij goed zoeken een vorm van contactallergie aantoonbaar. Het kan bijvoorbeeld gaan om contact met antibacteriële zeep of contact met vers fruitsap of vers vlees. Het kan ook gaan om chloorwater in een zwembad, of drinkwater met een hoog chloorgehalte. Verder kunnen ook latex, vinyl, wol, nylon en veel synthetische stoffen hier een rol spelen
- Ook beschadiging van de huid door irriterende stoffen, zelfs water kan een rol spelen.
- Mogelijk kan ook een schimmelinfectie (meestal aan de voeten: zwemmerseczeem) een eczeemreactie met blaasjes aan voeten en handen uitlokken.[bron?] Dit wordt wel een "ide"-reactie genoemd.
- Vaak vormt stress of spanning, zoals bij veel vormen van eczeem, een belangrijke invloedsfactor op de ernst van de aandoening. Ook de inname van cafeïne kan hierbij een rol spelen.
- Zonlicht
- De inname van voedsel met een hoog nikkelgehalte zoals cacao, chocola en noten
- De inname van alcohol wat zorgt voor een dehydrerend effect
- De inname van zuivelproducten zoals melk, boter, kaas en yoghurt

## Behandeling
- In eerste instantie bestaat de behandeling uit hormoonzalven. Aanvettende zalven worden ook vaak voorgeschreven.
- Alternatieve behandelingen zijn teerzalven, zalven met calcineurineremmers, pillen en lichttherapie.[bron?]
- Draag katoenen handschoenen - bij voorkeur naadloos gebreide katoenen handschoenen - (verkrijgbaar bij o.a. de apotheek) om de handen te ontzien en schoon te houden. Er zijn katoenen handschoenen te koop met een extra lange manchet waarmee de pols ook beschermd wordt, deze zijn ook volledig rondgebreid en kunnen goed worden gedragen als onderhandschoen. De speciale rondgebreide katoenen handschoenen zijn ook in een steriele uitvoering verkrijgbaar, voor bijvoorbeeld gebruik op de OK of andere situaties waarin steriele handschoenen noodzakelijk zijn. Draag ze ook onder los zittende rubberen handschoenen bij huishoudelijk werk.
- Het gebruik van kaliumpermanganaat helpt de blaasjes in te drogen en ontsteking te bestrijden. De handen, voeten of nagels worden hierdoor wel bruin van kleur. Dit slijt er in de loop van enkele weken van af.